# Municipio de Haight
El municipio de Haight (en inglés: Haight Township) es un municipio ubicado en el condado de Ontonagon en el estado estadounidense de Míchigan. En el año 2010 tenía una población de 212 habitantes y una densidad poblacional de 0,76 personas por km².

## Geografía
El municipio de Haight se encuentra ubicado en las coordenadas 46°24′43″N 89°13′9″O / 46.41194, -89.21917. Según la Oficina del Censo de los Estados Unidos, el municipio tiene una superficie total de 277.23 km², de la cual 273,87 km² corresponden a tierra firme y (1,21 %) 3,36 km² es agua.

## Demografía
Según el censo de 2010, había 212 personas residiendo en el municipio de Haight. La densidad de población era de 0,76 hab./km². De los 212 habitantes, el municipio de Haight estaba compuesto por el 98,11 % blancos, el 0,47 % eran afroamericanos, el 0,94 % eran amerindios y el 0,47 % eran de una mezcla de razas. Del total de la población el 2,83 % eran hispanos o latinos de cualquier raza.